# Termīānak
Termīānak (persiska: تِرميانَك, تُرميانك, تُرمِيانَك, ترمیانک) är en ort i Iran.   Den ligger i provinsen Hamadan, i den nordvästra delen av landet, 300 km väster om huvudstaden Teheran. Termīānak ligger 1 600 meter över havet och antalet invånare är 475.
Terrängen runt Termīānak är kuperad. Runt Termīānak är det ganska tätbefolkat, med 86 invånare per kvadratkilometer. Närmaste större samhälle är Asadābād, 17,4 km norr om Termīānak. Trakten runt Termīānak består i huvudsak av gräsmarker.